# Tony Williams (zanger)

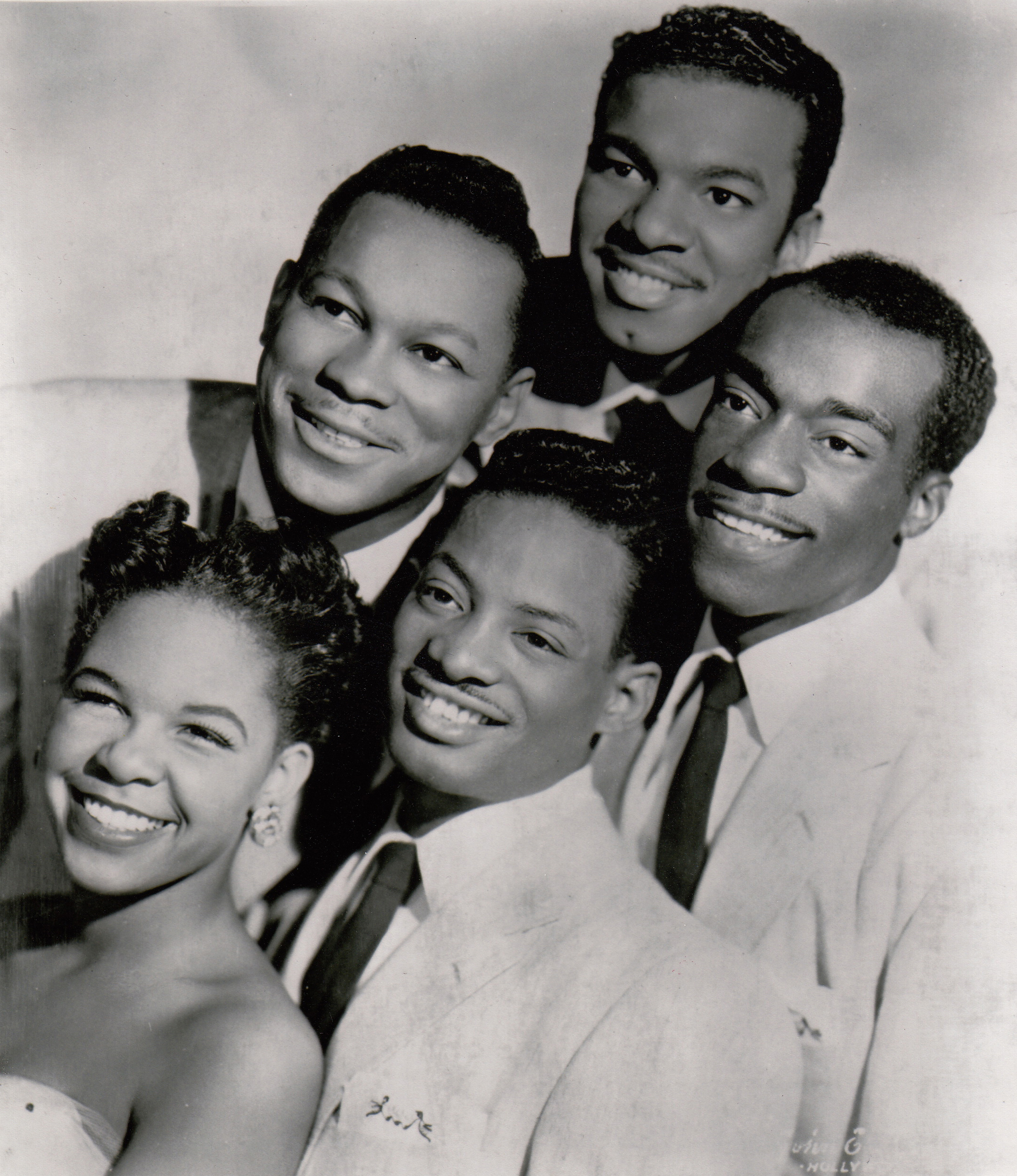
Tony Williams (tweede van links)

Samuel E. "Tony" Williams (5 april 1928 - 14 augustus 1992) was de zanger van The Platters van 1953 tot 1960. Williams werd geboren in Elizabeth (New Jersey) en stierf in New York aan emfyseem. Hij had een oudere zus, Linda Hayes.
The Platters zijn ontdekt en beheerd door Buck Ram. Op de 45-toeren uitgave bij Mercury-platenlabel van het lied My Prayer stond Williams vermeld als Tony Wilson. In een geschil over geld verliet Williams de Platters om een solocarrière na te streven en bleef bij Ram.
- Biblioteca Nacional de España: XX4814783
- Bibliothèque nationale de France: cb14239420k (data)
- International Standard Name Identifier: 0000 0000 7103 9819
- Library of Congress Control Number: no2009142553
- MusicBrainz: fa64a252-4d62-42d7-b7f2-9a3f6bee109e
- Nationale Bibliotheek van Israël: 987007457835705171
- Istituto Centrale per il Catalogo Unico: DDSV345121
- Virtual International Authority File: 71605006
- WorldCat: E39PBJxxbyPYpFgtcc7C7jYpT3